# Crocidura zimmermanni
Espèce
Synonymes
- Crocidura russula zimmermanni Wettstein, 1953

Statut de conservation UICN

 EN  : En danger
Crocidura zimmermanni est une espèce de mammifères soricomorphes de la famille des Soricidae.

## Distribution

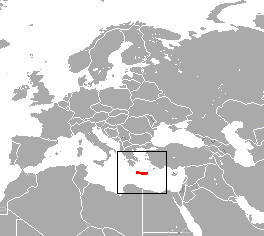
Distribution

Cette espèce est endémique de Crète en Grèce.

## Publication originale
- Wettstein, 1953 : Die Insectivora von Kreta. Zeitschrift fuer Saugietierkunde, vol. 17 p. 4-13.